# VIVA Media
Die VIVA Media GmbH war ein deutsches Medienunternehmen der Viacom Inc. und Betreiber aller deutschen Viacom-Fernsehsender. Die ehemalige Aktiengesellschaft wurde am 22. November 2005 zu einer Gesellschaft mit beschränkter Haftung umorganisiert. Der Hauptsender war VIVA Deutschland.

## Geschichte

### Gründung
Das Unternehmen VIVA Media AG wurde in Köln gegründet und ist unterteilt in VIVA Fernsehen GmbH sowie in die VIVA Media Enterprises. Alleiniger Aktionär (seit einem im Juni 2005 endgültig vollzogenen Ausschluss von Minderheitsaktionären) der AG ist das Medienunternehmen Viacom, dem auch der (ehemalige) Konkurrenzsender MTV gehört. Eine marktbeherrschende Stellung auf dem dafür betroffenen Märkten, insbesondere der Markt für Fernsehwerbung sei laut Bundeskartellamt nicht gegeben. Selbst im Hinblick auf die sogenannte werberelevante Zielgruppe (musikinteressierte Personen im Alter zwischen 14 und 29 Jahren) sei keine marktbeherrschende Stellung wahrscheinlich, so resümiert das Kartellamt, da Unternehmen auf den Konkurrenzkanälen, vornehmlich Sat.1 und RTL, für die gleiche Zielgruppe ähnlich viel Werbung schalten. Trotzdem fördert diese Konzentration bei Spartensendern mit Musikangeboten zu einer für den Verbraucher marktbeherrschenden Stellung. Dies tut aber bei kartellrechtlichen Überlegungen wenig zur Sache, da der TV-Konsument nur in Form von Zeit und Aufmerksamkeit für das Programm „bezahlt“.
Seit 2000 begann die VIVA Media AG im europäischen Markt zu expandieren. Als ersten Sender im europäischen Ausland startete man VIVApolska!, mit diesem Schritt wurde man der großen Relevanz und dem großen Bekanntheitsgrad der Marke VIVA in Polen gerecht. Daraufhin folgten Beteiligungen an den Sendern Swizz aus der Schweiz und im Jahr 2001 Rete A aus Italien und Z+ aus Ungarn. 2002 bis 2006 folgte die Beteiligung am niederländischen Sender The Box.
Ab dem 19. August 2001 veröffentlichte die VIVA Media AG in Kooperation mit Bild am Sonntag jede Woche das Zusatzheft „VIVA BamS“. Ab November 2000 begann der technische Probebetrieb von VIVAaustria, offizieller Sendestart war am 1. Januar 2001.
2001 stieg Time Warner mit einer 49-prozentigen Beteiligung bei der VIVA Media AG ein.
Im Januar 2002 wurde die Werbeagentur der VIVA Media AG, VIVA Connect GmbH, mit Sitz in Eltville am Rhein, geschlossen.
Im Februar 2003 wandelte die VIVA Media AG das Unternehmen Musik Komm in die Viva Media Enterprises um.

### Übernahme durch die Viacom Inc.
2004 bewarb sich die VIVA Media AG in Berlin um eine Frequenz für das schon lange geplante VIVA-Radio. Der Sender hatte 2000 bereits eine Mittelwellen-Lizenz erhalten, diese später jedoch wieder zurückgegeben.
Ende August 2004 übernahm der US-amerikanische Medienkonzern Viacom 98 Prozent der Viva-Aktien.
Nachdem sich am 26. November 2004 in deutschen Tageszeitungen die Informationen über eine geplante Schließung von VIVA verdichtet hatten, fand am 14. Januar 2005 die letzte Hauptversammlung statt, auf der Viacom schließlich die Geschäftsführung übernahm. Auf einer außerordentlichen Geschäftsversammlung wurde neben einem Ausschluss von Minderheitsaktionären auch ein Beherrschungsvertrag von Viacom über VIVA Media beschlossen. Dadurch fiel VIVA Media unter vollständige und uneingeschränkte Kontrolle von Viacom. 240 der 300 VIVA-Mitarbeiter wurden entlassen. Trotz Widerstand des Landes Nordrhein-Westfalen zog das „Musikfernsehgeschäft“ von VIVA nach Berlin zu MTV. Der Sender sollte aber weiterhin von Köln aus senden. Die VIVA Media AG wurde zum 22. November 2005 in die VIVA Media GmbH umgewandelt. VIVA Plus und Brainpool sollten vorerst in Köln bleiben.
Es war angeblich geplant, die Gesellschaften „VIVA Fernsehen GmbH“, „VIVA Plus Fernsehen GmbH“ und „VIVA Media AG“ auf die „MTV Networks Germany GmbH“ zu übertragen. Am 1. Januar 2007 wurde die seit November 2001 zur VIVA Media AG gehörige Brainpool TV GmbH im Rahmen eines Management-Buy-outs von ihrem Gründer Jörg Grabosch und anderen Investoren zurückgekauft und ist seitdem wieder eigenständig. Ferner ist anzumerken, dass der Sender VIVA seine Kernausrichtung vom Musikfernsehen hin zum Jugendsender änderte. Dies war wohl eine Konsequenz aus dem geänderten Fernsehverhalten der Zielgruppe und einer immer weiter wachsenden Konkurrenz in der deutschen Fernsehlandschaft.
Am 14. Januar 2007 wurde VIVA Plus eingestellt und am 15. Januar 2007 in Comedy Central Deutschland umgewandelt. Ende Januar 2007 wurde die Kooperation der Bild am Sonntag mit VIVA beendet und das Zusatzheft VIVA BamS eingestellt und durch die YAM!BamS ersetzt.
Am 30. April 2007 wurde der niederländische Sender The Box durch Comedy Central Netherlands ersetzt. Im Mai 2007 wurde aus der VIVA Fernsehen GmbH die VIVA Music Fernsehen GmbH & Co. KG.
Anfang 2011 gab die VIVA Music Fernsehen GmbH & Co. KG bekannt, dass ihre Komplementärin, die VIVA Music Verwaltungs GmbH mit deren Muttergesellschaft der VIVA Media GmbH (zeitgleich Kommanditistin der VIVA Music Fernsehen GmbH & Co. KG) fusioniert und somit aufgelöst wird. Künftig wird die VIVA Media GmbH komplett den Betrieb des Senders VIVA betreuen.
Am 3. Oktober 2017 wurde der ungarische und am 17. Oktober 2017 der polnische Ableger von VIVA eingestellt und jeweils durch MTV Hits bzw. MTV Music ersetzt.
Die VIVA Media GmbH ist außerdem mit 51 % an der VIMN Germany GmbH (ehemals MTV Networks Germany) beteiligt, dem Betreiber aller weiteren Sender von Viacom in Deutschland. Die weiteren 49 % befinden sich im Besitz der Viacom Holdings Germany LL.C. mit Sitz in Wilmington (Delaware). Die Viacom Holdings Germany LL.C. hält außerdem 100 % der Anteile an der VIVA Media GmbH.
Die ehemals zur VIVA Media GmbH gehörenden Beteiligungen wurden mittlerweile in die jeweiligen Viacom Landesgesellschaften integriert. Zuletzt gab es mit VIVA Austria und VIVA Schweiz zwei Ableger des Senders VIVA im europäischen Ausland.
Am 31. Dezember 2018 um 13:59 Uhr wurde VIVA endgültig einstellt und vollständig durch Comedy Central ersetzt.
Die VIVA Media GmbH betreibt weiterhin zu 50 % die Sender Nick und Comedy Central.

## Beteiligungen

### Aktuell
- VIVA Media GmbH
  - VIMN Germany GmbH (51 %)
    - MTV Germany
    - Comedy Central
    - Nickelodeon
    - MTV Brand New
    - Nick Jr. Deutschland

### Ehemalige Beteiligungen
- VIVA Music Fernsehen GmbH & Co. KG (100 %)
  - VIVA Plus Fernsehen GmbH (51 %)
  - The Box Holland B.V., Niederlande (100 %)
  - S Media Vision AG, Schweiz (96 %)
  - VIVA TV Productions Sp. z o.o., Polen (100 %)
  - Z+ Broadcasting Company Ltd., Ungarn (100 %)
  - VIVA Production S.r.l., Italien (99 %)